# Melchior (Vorname)

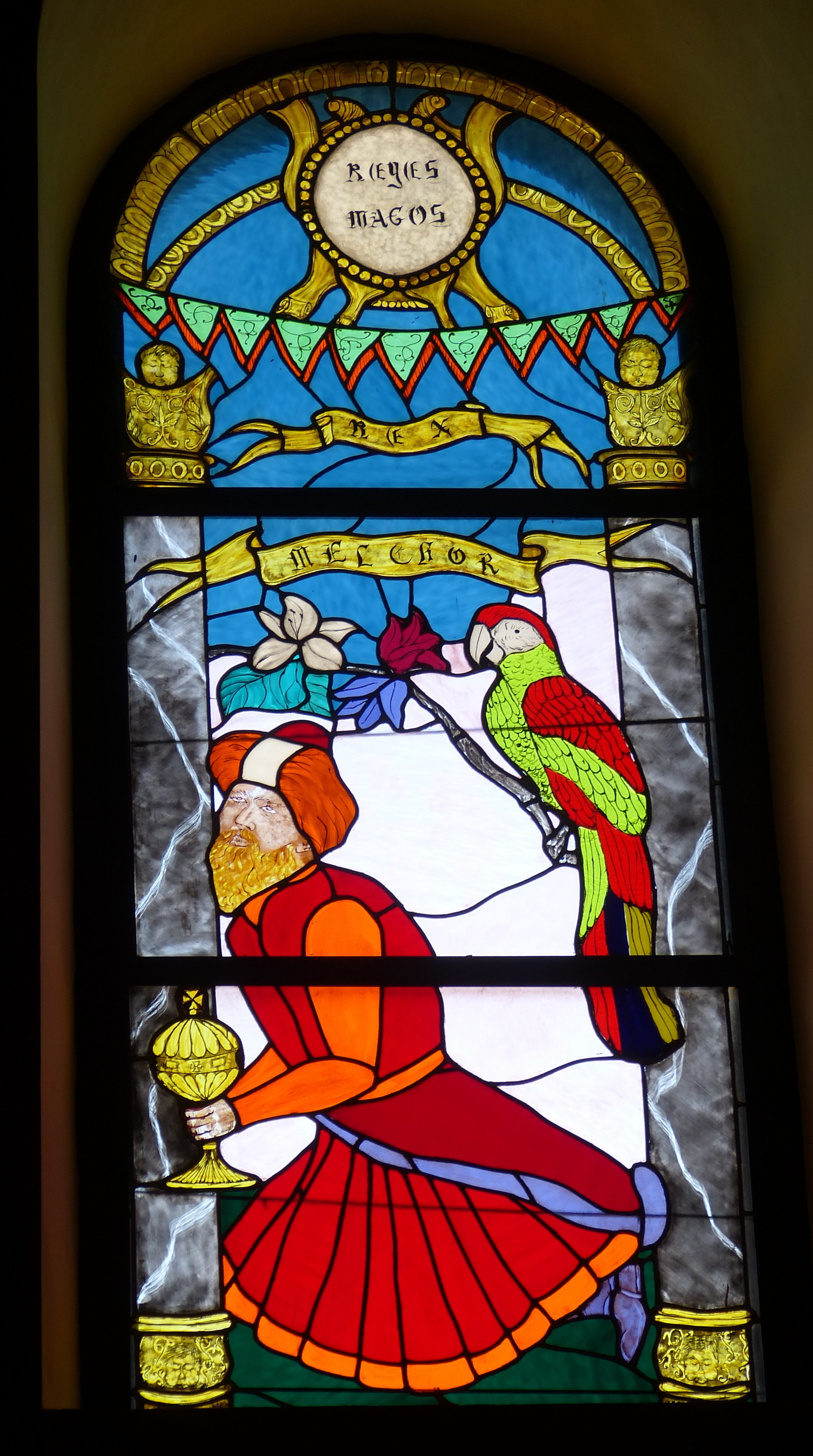
Melchior als einer der Heiligen Drei Könige, Agaete (Gran Canaria)

Melchior ist ein männlicher Vorname, der vor allem dadurch bekannt wurde, dass einer der Heiligen drei Könige bzw. Weisen aus dem Morgenland in der kirchlichen Tradition seit dem 6. Jahrhundert diesen Namen trägt.

## Bedeutung und Herkunft
„König des Lichts“ (מלכי-אור). Hebräisch melech bzw. gemeinsemitisch malk heißt „König“ und or bedeutet „Licht“.

## Varianten
- ungarisch: Menyhért
- schwedisch: Melker
- polnisch: Malcharek
- tschechisch: Melichar

## Vorname
Den Vornamen Melchior tragen folgende Personen:
- Melchior Acontius (um 1515–1569), deutscher Humanist und Lyriker
- Melchior Berri (1801–1854), Schweizer Architekt
- Melchior von Braunschweig-Grubenhagen (1341–1381), von 1369 bis 1375 Bischof von Osnabrück und von 1376 bis 1381 Bischof von Schwerin
- Melchior Diepenbrock (1798–1853), Fürstbischof von Breslau
- Melchior Paul von Deschwanden (1811–1881), Schweizer Maler des Nazarenerstils
- Mel Ferrer (1917–2008), US-amerikanischer Schauspieler, Regisseur, Produzent
- Melchior Franck (um 1580–1639), deutscher Komponist
- Melchior Goldast (1578–1635), Schweizer Humanist
- Melchior von Hatzfeldt (1593–1658), habsburgischer Feldherr
- Melchior Hofmann (um 1500–1543), deutscher Führer der Täuferbewegung
- Melchior Hoffmann († 1715), deutscher Komponist
- Melchior de Hondecoeter (1636–1695), niederländischer Tiermaler
- Melchior Inchofer (1584–1648), Jesuit und katholischer Theologe
- Melchior Kern (1872–1947), deutscher Maler
- Melchior Khlesl (1552–1630), Bischof von Wien
- Melchior Lechter (1865–1937), deutscher Maler, Graphiker und Buchkünstler
- Melchior von Lichtenfels (* um 1517; † 1575), seit 1554 Fürstbischof von Basel
- Melchior Lorck (* um 1527; † nach 1594), deutscher Künstler der Renaissance
- Melchior von Meckau (auch Meggau; * um 1440; † 1509), Fürstbischof von Brixen (1488 bis 1509) sowie Kardinal
- Melchior Neukirch (1540–1597), deutscher lutherischer Geistlicher und Schriftsteller
- Melchior Palágyi (1859–1924), ungarischer Philosoph und Mathematiker
- Melchior des Prez (unbekannt–1572), französischer Adliger und Offizier
- Melchior Rabensteiner zu Döhlau (unbekannt–vor 1534), deutscher Berater des Hochmeisters des Deutschen Ordens
- Melchior von Rechenberg (tschechisch: Melchior z Rechenberku), von 1589 bis 1601 Landeshauptmann der Grafschaft Glatz
- Melchior Rinck (um 1493–um 1545), deutscher Theologe und Humanist
- Melchior Otto Voit von Salzburg (1603–1653), Fürstbischof von Bamberg
- Melchior Schweling (1629–1712), deutscher Jurist und Bürgermeister von Bremen
- Melchior Schwoon (Unternehmer, 1809) (1809–1874), deutscher Unternehmer
- Melchior Schwoon (Unternehmer, 1871) (1871–1956), deutscher Unternehmer
- Melchior Siegel (1515–1588), Zinnschmelzer und Hammerwerksmitbesitzer
- Melchior Steiner (1630–1690), Schweizer Kaufmann
- Melchior zur Strassen (1832–1896), deutscher Bildhauer, Kunstakademiedirektor
- Melchior Treub (1851–1910), niederländischer Botaniker
- Melchior Teschner (1584–1635), deutscher Kirchenmusiker, Komponist, Philosoph und Theologe
- Melchior Ulrich (1802–1893), Schweizer Bergsteiger
- Melchior Vulpius (1570–1615), deutscher Kantor und Kirchenmusiker
- Melchior Wezel (1903–1989), Schweizer Turner

Zwischenname
- Charles de Bonchamps, eigentlich Charles Melchior Artus, Marquis de Bonchamps (1760–1793), französischer Anführer der Vendéer
- Johann Melchior Dinglinger (1664–1731), Hofgoldschmied bei August dem Starken
- Friedrich Melchior Grimm (1723–1807), deutscher Schriftsteller
- Johann Melchior Kubli (1750–1835), Schweizer Politiker
- Johann Melchior von Morgenstern (1733–1789), preußischer Offizier
- Henry Melchior Muhlenberg (1711–1787), deutscher Theologe

## Sonstiges
Siehe die Begriffsklärungsseite Melchior.